# کارلوس گالوان
کارلوس گالوان (انگلیسی: Carlos Galván؛ زادهٔ ۲۸ اکتبر ۱۹۷۳) بازیکن فوتبال اهل آرژانتین است.
از باشگاه‌هایی که در آن بازی کرده‌است می‌توان به باشگاه فوتبال بانفیلد، باشگاه فوتبال سانتوس، باشگاه فوتبال لانوس، باشگاه فوتبال اتلتیکو مینیرو، باشگاه فوتبال راسینگ کلوب آویاندا، باشگاه فوتبال رئال مورسیا، و باشگاه فوتبال آرژانتینوس جونیورز اشاره کرد.